# 黄薇 (时装造型师)
黄薇（Rosalie Huang），女，台湾時裝設計師，曾担任多份时尚杂志的服装顾问，并为众多华语电影、电视剧担任造型指导。

## 经历
大学就读于加拿大英屬哥倫比亞大學服裝設計、美術商業管理专业，毕业后在加拿大伊頓百貨的樓面陳列部門做採購助理，又到香港担任成衣外銷廠的主設計。之后回到台灣，为電視劇、電影、綜藝節目以及藝人做造型设计。1995年后在TVBS-N担任时尚节目主持人，并为《ELLE》、《PEOPLE》、《VOGUE》等杂志的台湾版担任服装顾问。1996年主持衛視中文台時尚節目《黃薇話風行》。
2013年，担任电影《小时代》的艺术总监，在116分钟电影中展示了3000多件衣物；到系列第三部《小时代：刺金时代》，更是展示了超过7000件衣物。她因《小时代》系列电影中的众多华丽服装造型引起关注。
2010年代中叶后工作重心转向中国大陆，从事影视服装设计。2019年底，从《VOGUE》台湾版主編离职。

## 影视造型
黄薇负责服装造型设计的代表性影视作品包括：
电影
- 《小时代》
- 《小时代：青木时代》
- 《小时代：刺金时代》[8]
- 《何以笙箫默》[11]
- 《微微一笑很倾城》
- 《晴雅集》[12]

电视剧
- 《微微一笑很倾城》[13]
- 《楚乔传》
- 《九州·海上牧云记》[14]
- 《将夜》
- 《将夜2》
- 《燕云台》
- 《神隱》
- 《梦华录》
- 《長月燼明》